# جیمز گیبس
جیمز گیبس (انگلیسی: James Gibbs; زاده ۲۳ دسامبر ۱۶۸۲ – درگذشته ۵ اوت ۱۷۵۴) یک معمار اهل بریتانیای کبیر بود.

## نگارخانه

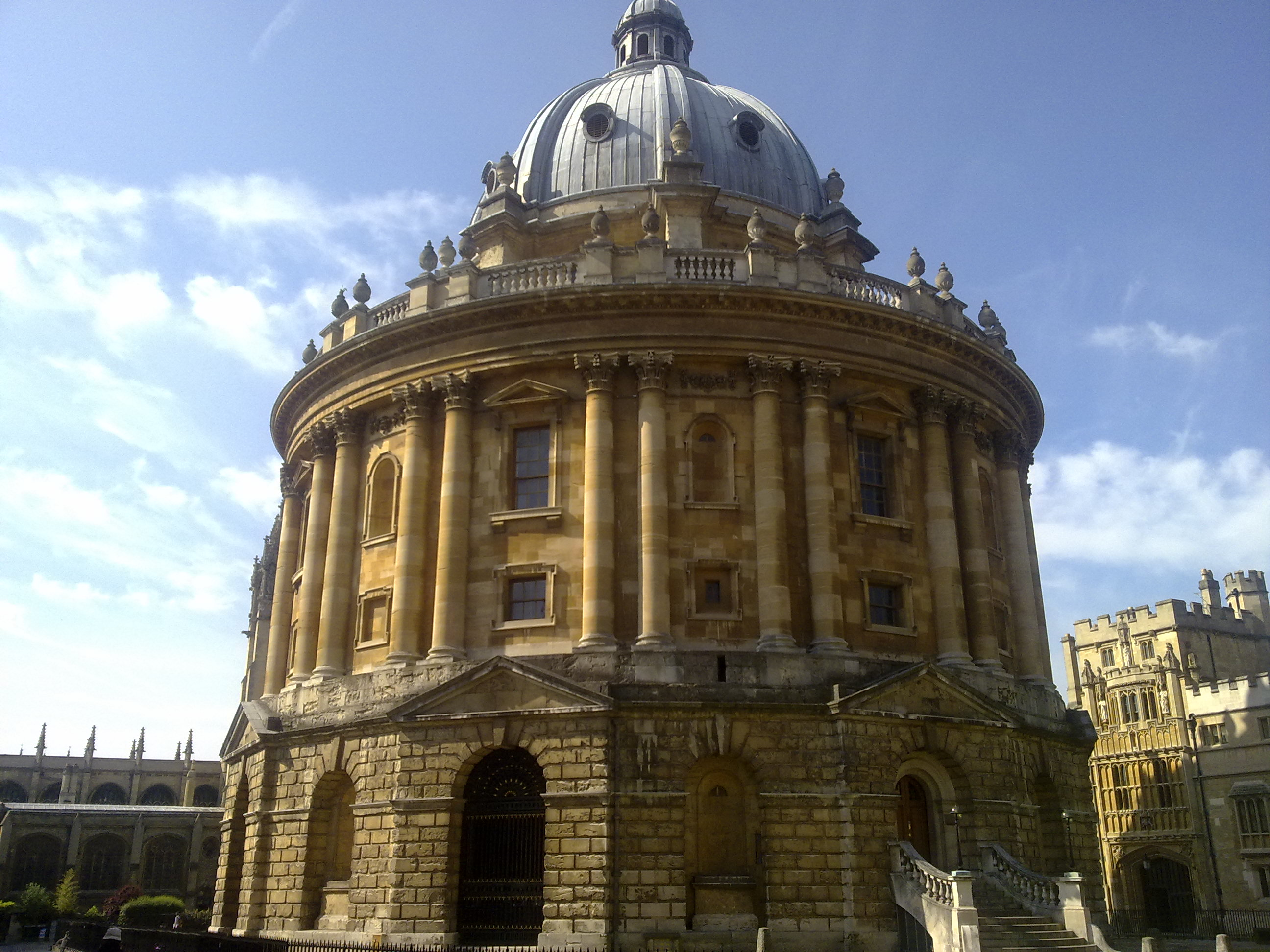
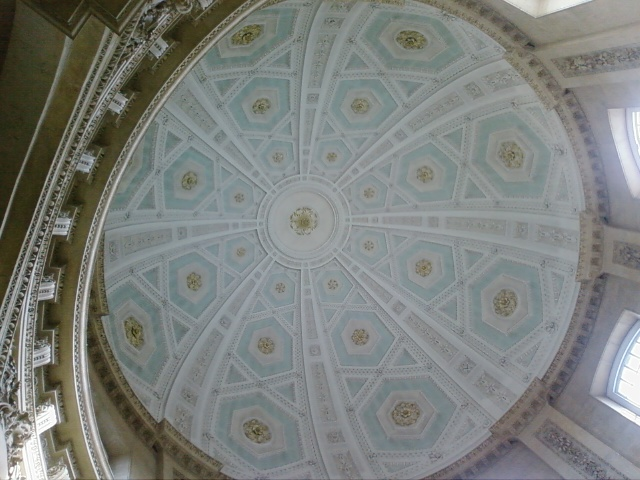
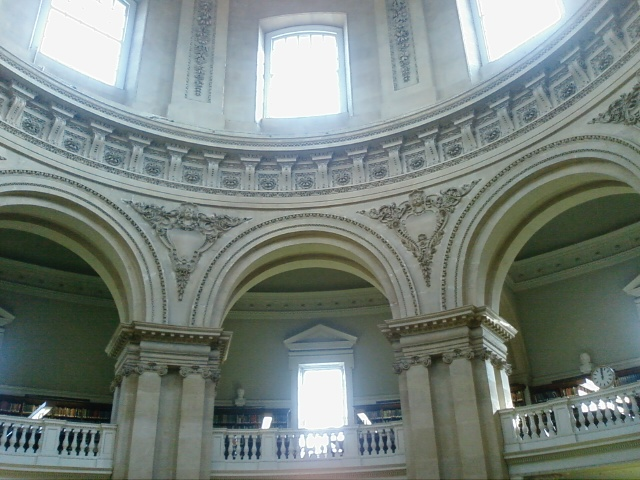
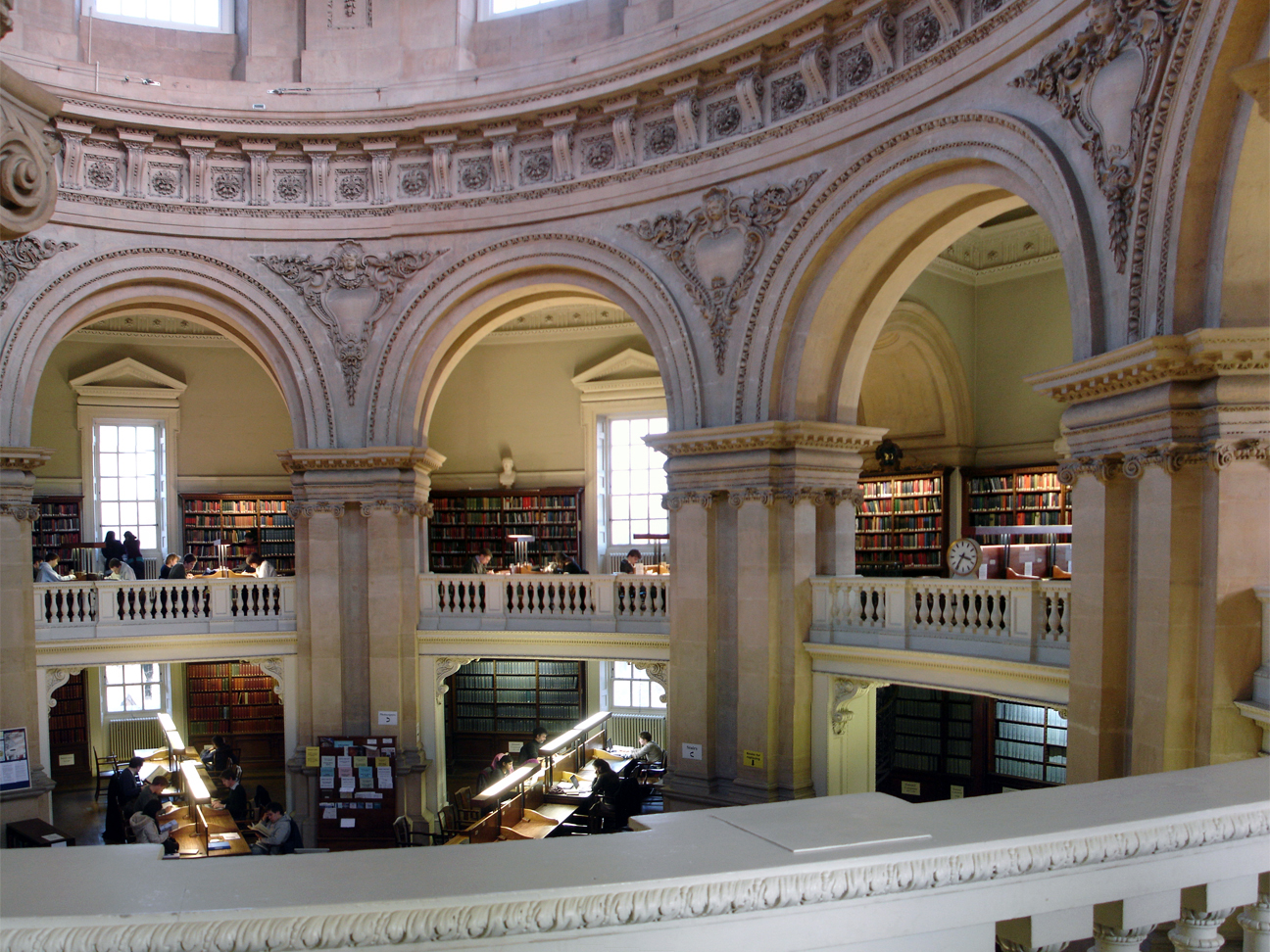
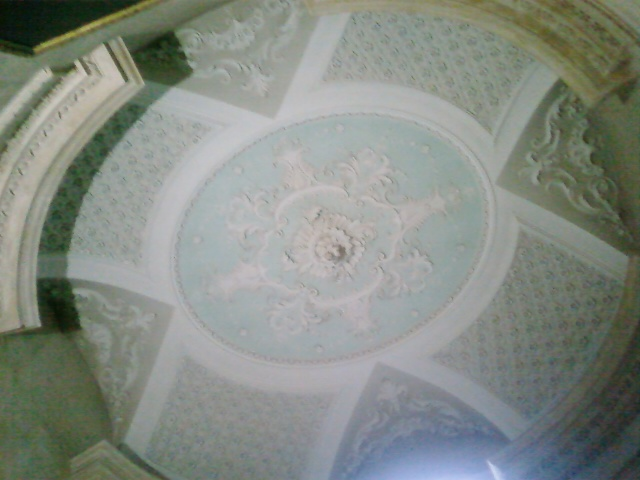
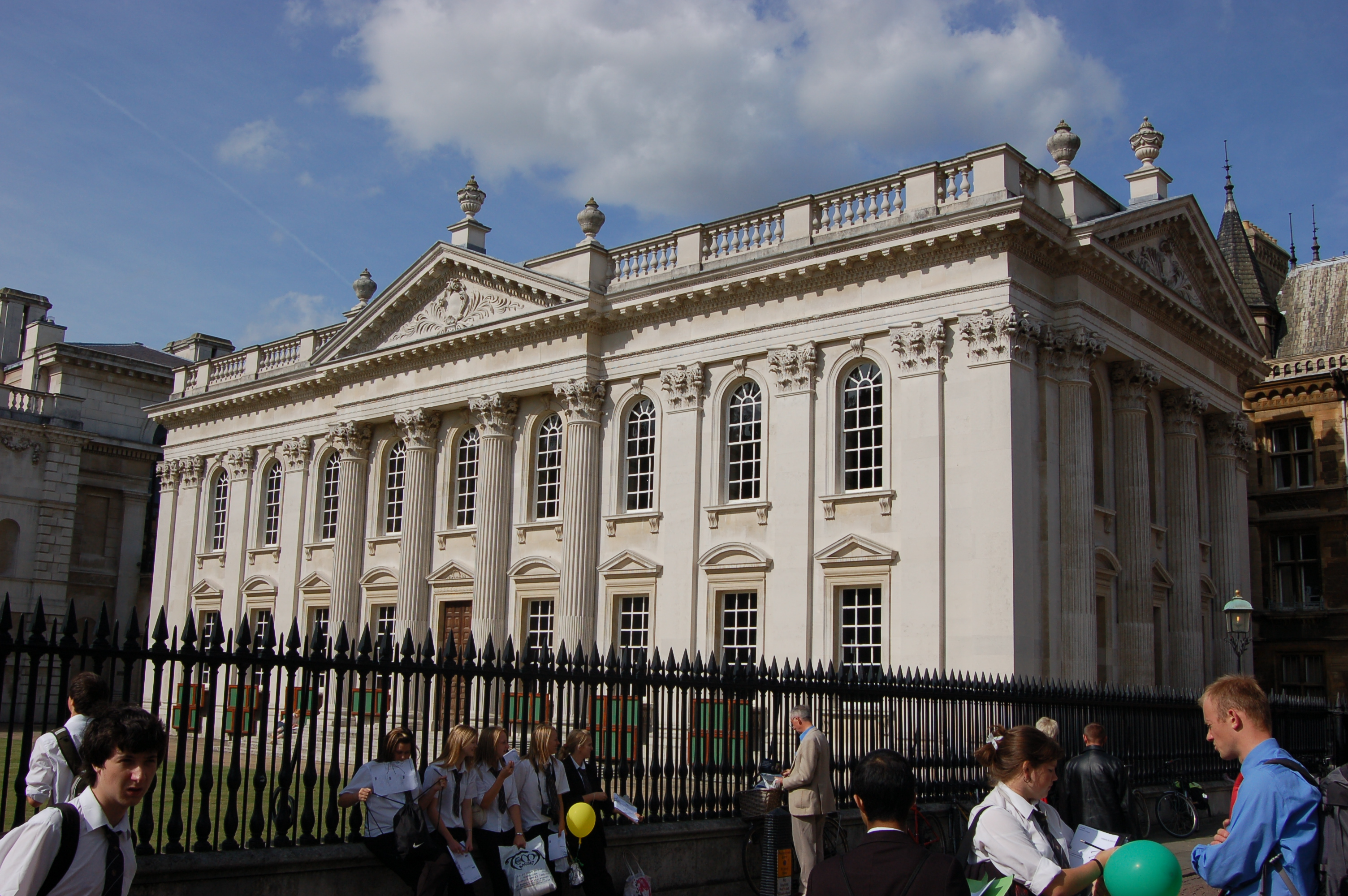
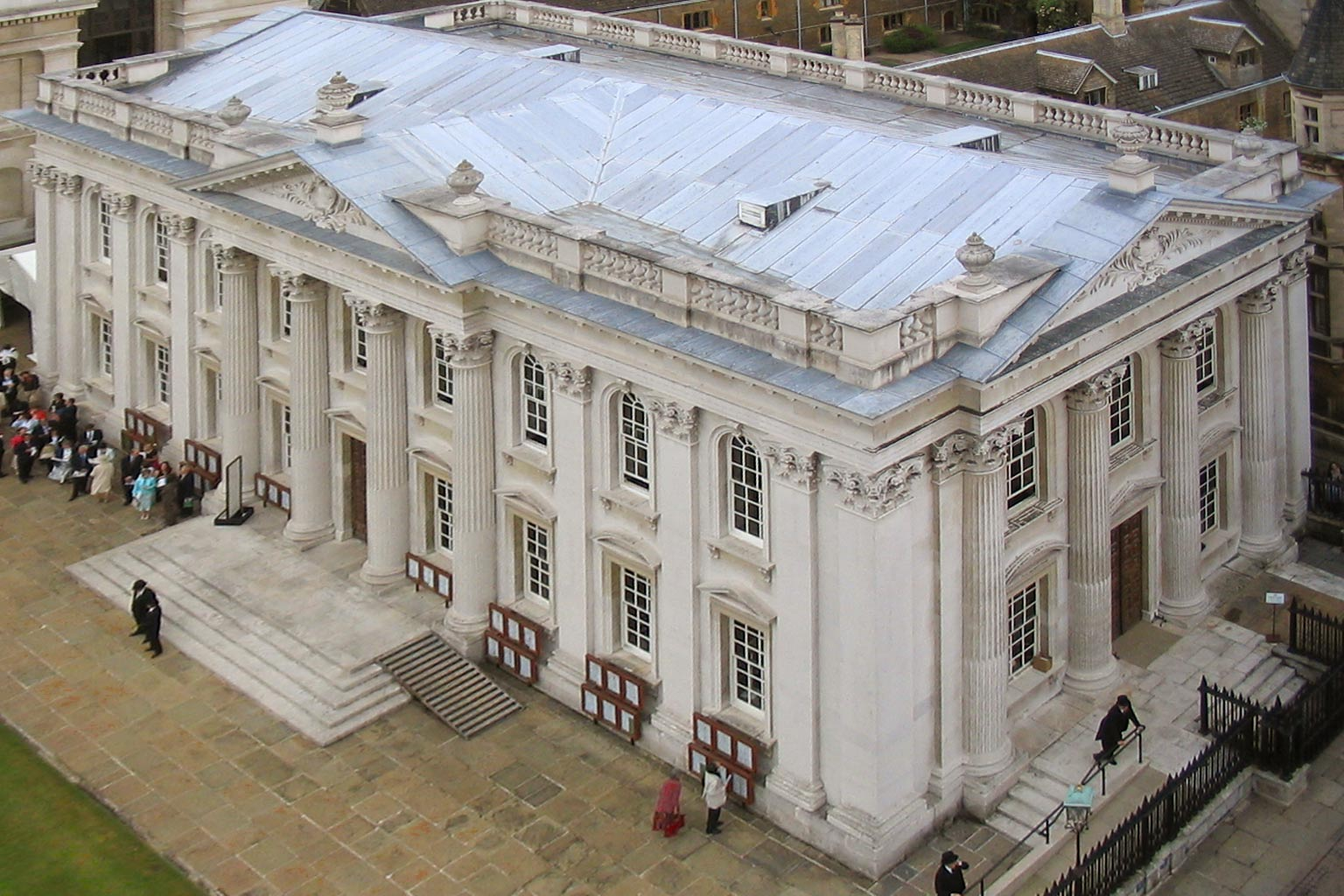
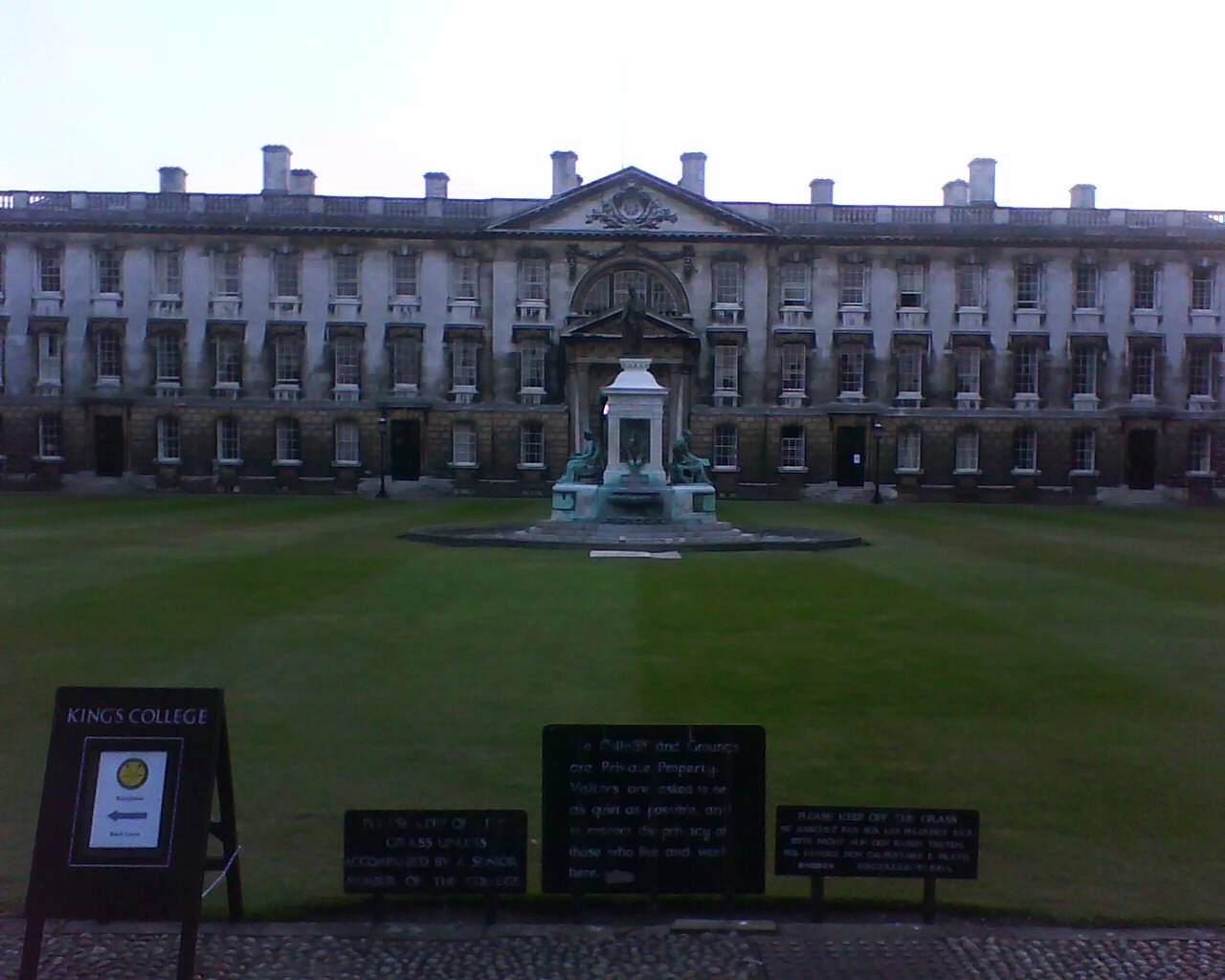
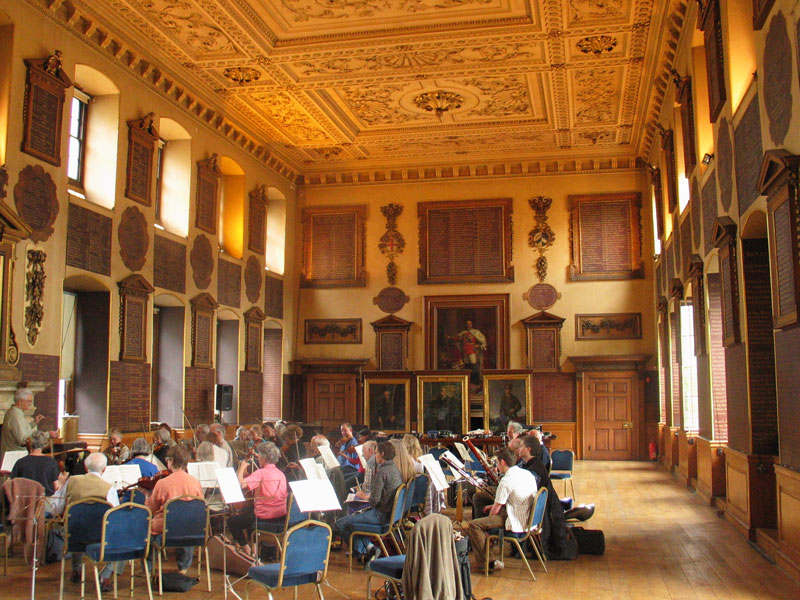